# Чешка, Карл Отто

Карл Отто Чешка (нем. Carl Otto Czeschka; 22 октября 1878, Вена — 30 июля 1960, Гамбург) — австрийский художник, дизайнер, график, книжный иллюстратор, разработчик шрифтов.

## Биография
Родился в чешско-моравской семье. Сын плотника. В юности окончил специальную ремесленную школу, занимался столярным делом. В 1894—1899 годах обучался в венской Академии изобразительных искусств. Ученик Кристиана Грипенкерля.
Некоторое время преподавал в Венской школе искусств и ремёсел. Тесно сотрудничал с Коломаном Мозером и Йозефом Хоффманом, с 1903 работал в созданных ими «Венских мастерских» (нем. Wiener Werkstätte), занимающихся промышленным дизайном по примеру Движения искусств и ремёсел.
Сотрудничество продолжалось и после того, как К. Чешка в 1907 стал работать в Школе прикладного искусства в Гамбурге. Среди его студентов были Франц Карл Делавилла (1884—1967), Мориц Юнг (1885—1915), Рудольф Калвах (1883—1932), Фридрих Зеймер (1886—1940) и Оскар Кокошка (1886—1980).

## Творчество
К. Чешка занимался созданием металлоконструкций, деревянных, ювелирных изделий, текстиля, мебели, витражей, сценографией, интерьерами, а также графикой, книжной иллюстрацией, разработкой шрифтов.
Многие сравнивают его стиль с работами Густава Климта. Их влияние на декоративные качества композиций очевидны. Его ученик Оскар Кокошка неоднократно повторял о своём восхищении работами учителя и его большом влиянии на собственное творчество.
Одна из самых знаменитых иллюстративных работ К. Чешки — книга «Нибелунги» Франца Кейма, вышедшая в 1908 году.